# Yunusemreia triangulum
Yunusemreia triangulum är en fjärilsart som beskrevs av Diakonoff 1970. Yunusemreia triangulum ingår i släktet Yunusemreia och familjen vecklare. Inga underarter finns listade i Catalogue of Life.